# Magical Chase
Magical Chase (J: マジカルチェイス) — видеоигра в жанре горизонтального скролл-шутера для игровой консоли PC Engine, разработанная компанией Palsoft и выпущенная Quest в Японии в 1991 году. Игрок управляет ведьмой, летящей на метле. Игра выполнена в стиле cute 'em up и имеет значительное сходство с игрой Cotton, разработанной компанией Success и вышедшей в том же году.
Версия для США вышла в 1993 году. Она имеет значительные отличия в игровой графике, включая графику фона и главной героини. В 2000 году в Японии была выпущена версия игры для Game Boy Color.

## Сюжет
Героиня игры, студентка магии Ripple, выпустила на свободу шесть демонов, заглянув в запретную магическую книгу. Вместе со своими друзьями, звёздами-эльфами Topsy и Turvy, она должна вернуть демонов в книгу, иначе её учительница превратит её в лягушку.

## Игровой процесс
Игра состоит из шести уровней и имеет три уровня сложности (Breeze - Лёгкий, Bumpy - Нормальный и Rough - Тяжёлый). На простом уровне сложности игроку доступны только первые три уровня игры.
При уничтожении противников героиня получает разноцветные драгоценные камни. На каждом уровне есть один или два магазина, в которых игрок может приобрести более мощное оружие, здоровье и дополнительные попытки. Столкновение с фоном не приводит к потере здоровья, но персонаж может быть раздавлен между фоном и краем экрана.